# Cobaea lutea
Cobaea lutea là một loài thực vật có hoa trong họ Polemoniaceae. Loài này được D.Don mô tả khoa học đầu tiên năm 1824.